# چکیده تاریخ
چکیدهٔ تاریخ (به انگلیسی: The Outline of History) اثری از اچ.جی. ولز است که به تاریخ جهان از پیدایش زمین تا جنگ جهانی اول می‌پردازد. انتشار آن برای اولین بار به صورت دو هفته‌نامه در ۲۴ نسخه از تاریخ ۲۲ نوامبر ۱۹۱۹ شروع شد و برای اولین بار در یک جلد در سال ۱۹۲۰ منتشر شد. بیش از دو میلیون نسخه از این اثر به فروش رسیده‌است و نیز به زبان‌های متعددی نیز ترجمه شده‌است. همچنین، این کتاب تأثیر قابل توجهی بر آموزش تاریخ در موسسات آموزش عالی نیز داشته‌است.